# Нарай
Сомдет Пхра Нарай Махарат (тай. สมเด็จพระนารายณ์มหาราช; 16 лютого 1633 — 11 липня 1688) або Сомдет Пхра Раматхибоди III (тай. สมเด็จพระรามาธิบดีที่ 3) був правителем Аюттхая з 1656 по 1688, можливо, найвідомішим із правителів держави.

## Життєпис
Його правління припало на період найбільшого процвітання Аюттхаї, коли було встановлено широкі торговельні та дипломатичні зв'язки з іноземними державами, зокрема з персами та Заходом.
У пізніші роки його правління Нарай дав своєму улюбленцю, грецькому авантюристу Костянтину Фаулкону стільки влади, що Фаулкон технічно став канцлером держави. Завдяки домовленостям Фаулкона, сіамська держава вступила в тісні дипломатичні стосунки з двором французького короля Луї XIV. 1673 року прийняв посольство останнього, встановивши дипломатичні стсоунки з Францієї. У 1680 (зникло безвісті) і 1684 роках відправляв посольства до французького короля. Відкинув  пропозицію прийняти католицтво, але надав прихисток єзуїтам. Французькі солдати та місіонери заповнили сіамську аристократію і військо. Панування французьких чиновників призвело до тертя між ними і місцевими мандаринами, і, зрештою, до бурхливої революції 1688 року, якою закінчилося правління Нарая. Іншими значними подіями цього правління були Сіамо-Англійська війна 1687 року і навала бірманців Ланна у 1662 році.